# Gang Bullets
Gang Bullets è un film del 1938, diretto da Lambert Hillyer.